# Közért
A közért eredetileg az élelmiszer-kiskereskedelmi üzleteket jelölő mozaikszó. Ma már nem márkanév, a rendszerváltás során lezajlott privatizáció óta nem kötődik egyik kereskedelmi vállalkozáshoz sem. A tulajdonnévi szóösszevonásból köznevesült, a köznyelvben változatlanul élelmiszereket forgalmazó kiskereskedelmi egységet jelentő közért szót kisbetűvel kezdjük. Többnyire az idősebb generációk használják.
A Közért (későbbi nevén Közért Vállalat, eredeti hivatalos nevén Községi Élelmiszerkereskedelmi Rt.) 1948. május 15-én alapított magyarországi élelmiszer-kiskereskedelmi vállalat, amely a rendszerváltásig működött. A vállalat neve idővel 'élelmiszerbolt' jelentéssel köznevesült.

## A szó eredete

### Előtörténete
A fővárosi törvényhatósági bizottság 1911-ben alapította Budapest Székesfőváros Községi Élelmiszerárusító Üzemét, főként a húsárak mérséklése céljából. Az üzemnek eredetileg 14 boltja volt, 1939-ben pedig már 51. Az árukínálat a későbbiekben kibővült és a "Községi" üzletei népszerűvé váltak. Az üzem 1948. május 15-ig működött.

### A Községi Élelmiszerkereskedelmi Rt.
A Gazdasági Főtanács 882/1948 sz. határozata alapján 1948 májusában 50 millió Ft alaptőkével alapították a Községi Élelmiszerkereskedelmi Rt. nevű vállalatot. Ennek a rövidítése volt a KÖZÉRT. A részvénytársaság üzlethálózata az Általános Fogyasztási, Termelési és Értékesítő Szövetkezet, a Magyar Köztisztviselők Fogyasztási Termelő és Értékesítő Szövetkezete, valamint a korábbi „Községi” népszerű boltjaiból állt össze. Fő feladata a közellátás biztosítása volt. Alapításakor 358 budapesti, továbbá 31 vidéki bolttal rendelkezett. A budapesti üzletek száma a későbbiekben növekedett, míg a vidéki üzletek más üzlethálózatokhoz kerültek. (Elsősorban az ÁFÉSZ hálózatába tagozódtak be.)
1955 augusztusában nyílt meg a vállalat  legelső önkiszolgáló üzlete, Budapest II. kerületében . Az 1960-as évek közepén a vállalat üzleteinek már közel 50 %-a önkiszolgáló rendszerben működött. Az Új gazdasági mechanizmus intézkedéseinek bevezetése idején, 1969-ben jelentős átszervezést hajtottak végre: 10 fővárosi kerületi közértvállalatot hoztak létre, átlagosan két-két kerület közértjeinek átcsoportosításával.

### A privatizáció
A kerületi Közérteknek a privatizáció idején 1670 boltjuk volt. Ehhez járult még a Budapesti Közért Vállalat további 24 üzlete. 1990-ben törvény  hozta létre az előprivatizáció intézményét, az üzletek, illetve azok bérleti jogának árverés útján történő értékesítésére. Előprivatizációs licitálás keretében a közért boltok többségét (főleg a kisebb boltokat és a szerződéses üzleteket) egyesével adták magánkézbe. Az előprivatizáció következtében a Közért boltok száma mintegy a felére csökkent.
A Super KÖZÉRT Rt. (teljes nevén Super KÖZÉRT Kereskedelmi, Szolgáltató Részvénytársaság) egy magyarországi kiskereskedelmi üzletlánc volt. 1991. december 31-én alapították. Bolthálózatát 1997 végén a Spar Magyarország Kereskedelmi Kft. vette át.
A fennmaradt nagyobb üzleteket három nyilvános pályázaton értékesítették 1992 és 1994 között, mégpedig egyesével. Számos egységet a Profi nevű lánc vásárolt meg. Az ezek után is magmaradt üzleteket három Közért vállalatba  szervezték, amelyeket azután 1994-ben részvénytársaságokká alakították át. A többi Közért vállalat jogutód nélkül szűnt meg. 1995-ben a Belvárosi Közért Rt-t felszámolták, míg 1997-ben a Pest-budai és a Délpesti részvénytársaságok többségi részvénycsomagját a Hajdú-BÉT Rt. vásárolta meg, privatizációs pályázat keretében.
A Közért Vállalat utódai közt – többek között – van a CBA Kereskedelmi Kft., amely 17 privatizált Közért-üzlettel indult el 1992-ben.

## Képgaléria

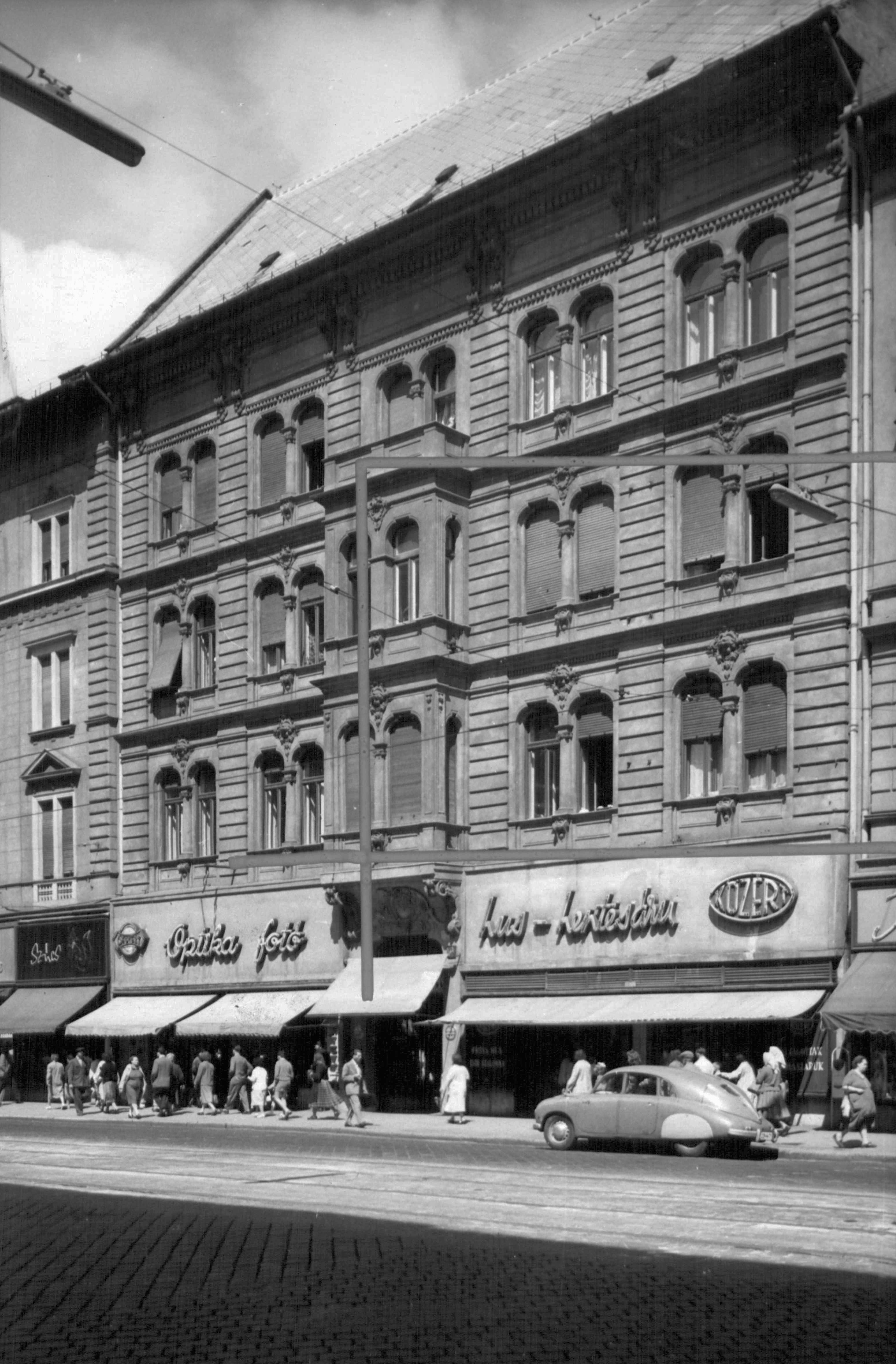
Az egykori VII. Rákóczi út 80. alatti Közért
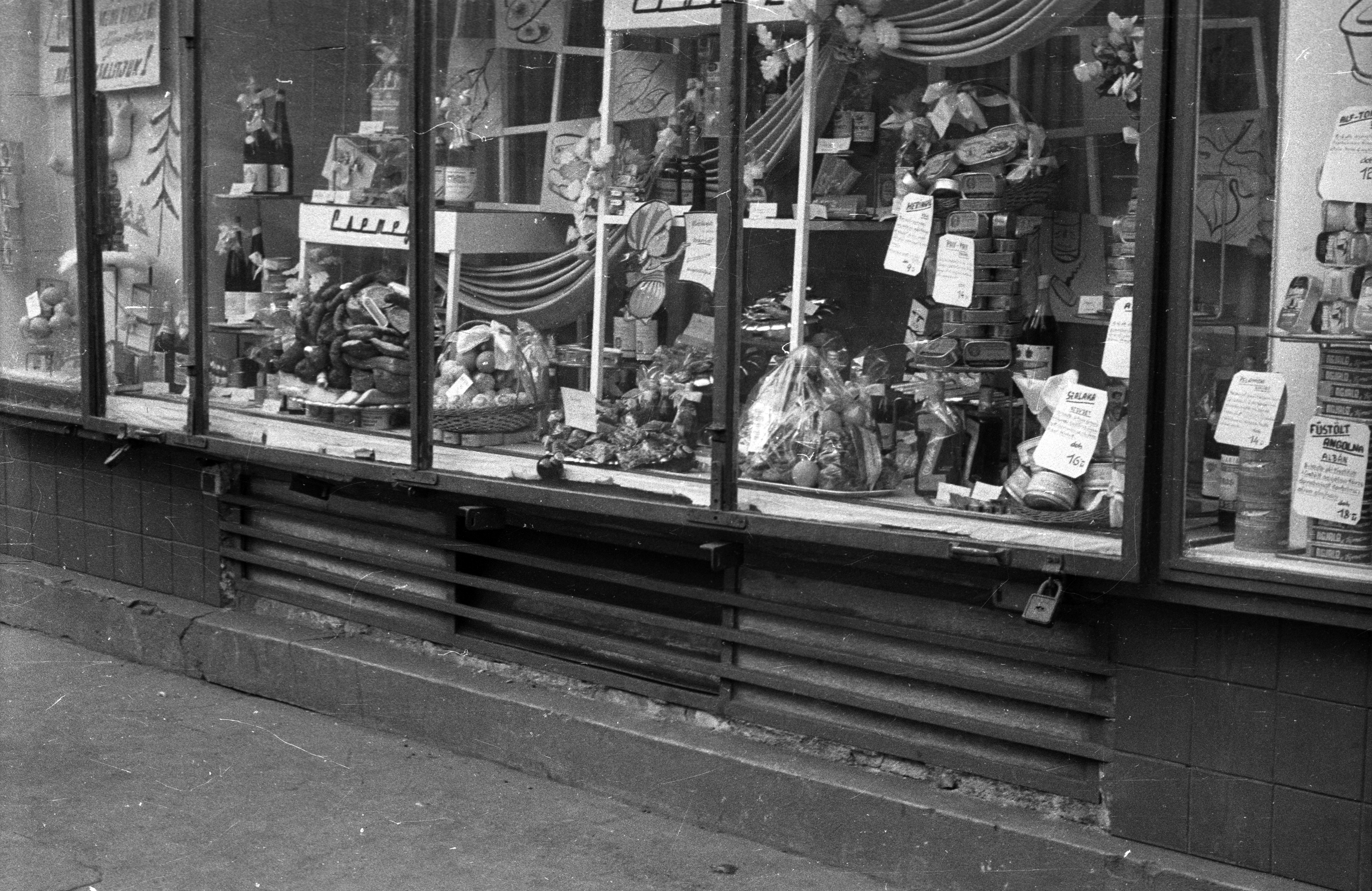
Az egykori V. Bajcsy-Zsilinszky út 14. alatti Közért kirakata